# Eocrinoidea
Die Eocrinoideen ("Ur-Seelilien") sind eine ausgestorbene Klasse innerhalb des Stammes der Stachelhäuter (Echinodermata) und sind vielleicht mit den noch heute lebenden Seelilien und Haarsternen (Klasse Crinoidea, Unterstamm Crinozoa) entfernt verwandt. In der Systematik werden die Eocrinoideen mit etwa 30 Gattungen zusammen mit den anderen ausgestorbenen Klassen Cystoidea (Beutelstrahler), Blastoidea (Knospenstrahler), Paracrinoidea und Parablastoidea im Unterstamm Blastozoa zusammengefasst.
Die Eocrinoideen sind eine polyphyletische sehr heterogene Gruppe, die vom unteren Kambrium bis in das Silur existierte. Aus ihnen entwickelten sich die Cystoideen in mehreren getrennten Linien. Die Eocrinoideen werden auch als Stammgruppe der Paracrinoideen und der Parablastoideen betrachtet. Unklar ist, ob die Ähnlichkeit mit den Crinoideen auf eine tatsächliche Verwandtschaft zurückzuführen ist, oder ob es sich um eine konvergente Entwicklung handelt.

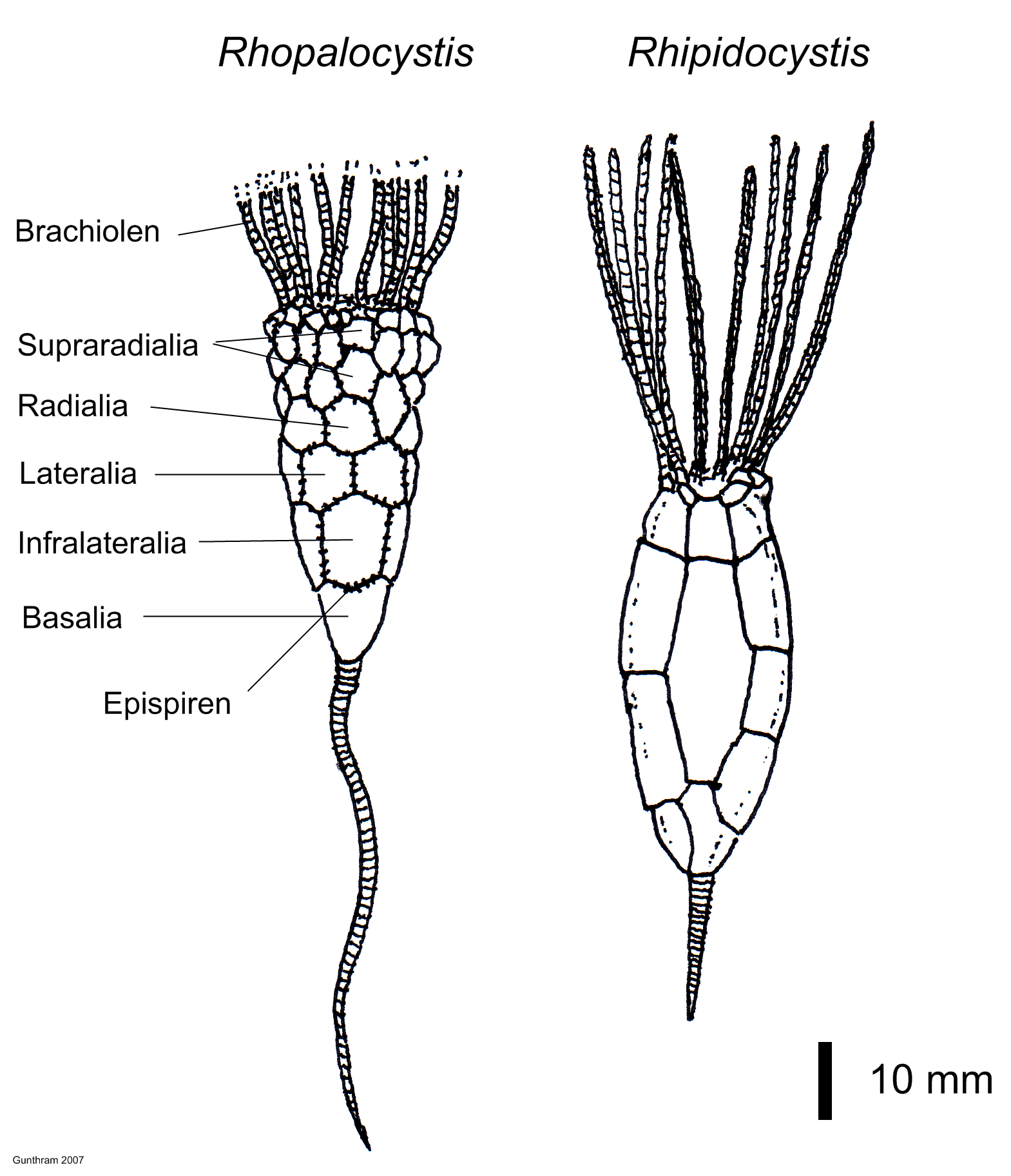
Rhopalocystis sp.mit regelmäßiger und Rhipidocystis sp. mit unregelmäßiger Täfelung der Körperkapsel (Ordovizium).

Die Eocrinoideen haben – wie die Crinoideen – eine fast immer auf einem Stiel bzw. Verankerungsorgan sitzende kugelige (auch ei- bis birnenförmige) Körperkapsel (Theka), die aus Täfelchen besteht und einen starren Panzer bildet. Die Täfelchen der Theka sind teilweise völlig ungeregelt, teilweise streng regelhaft angeordnet. An den Begrenzungen der Täfelchen befinden sich schlitzförmige Öffnungen (Epispira) eines vermutlich der Atmung dienenden Porensystems. Auf der Theka sind (meist zweizeilige) unverzweigte Brachiolen befestigt, die Theka ist fast immer mit einem Stiel bzw. Verankerungsorgan am Sediment befestigt.

## Lebensweise
Die Eocrinoideen ernährten sich, indem sie fressbare Partikel mit ihren Brachiolen aus dem vorbeiströmenden Wasser filterten und zum Mund führten.
Fast alle Eocrinoideen waren – wie Seelilien – ständig mit einem Stiel am Meeresboden befestigt (sessil).